# Isochariesthes grandaeva
Isochariesthes grandaeva es una especie de escarabajo longicornio del género Isochariesthes, tribu Tragocephalini, subfamilia Lamiinae. Fue descrita científicamente por Fiedler en 1939.
Se distribuye por República Democrática del Congo. Mide aproximadamente 7,5 milímetros de longitud.